# Lias Baru
Lias Baru is een bestuurslaag in het regentschap Simalungun van de provincie Noord-Sumatra, Indonesië. Lias Baru telt 1897 inwoners (volkstelling 2010).